# Groupe de frise
En mathématiques, une frise est une partie F du plan euclidien pour laquelle il existe un vecteur t non nul vérifiant les deux propriétés suivantes :
- F est invariant par la translation de vecteur t.
- Si F est invariant par une translation de vecteur v, alors v est le multiple de t par un entier relatif.

Intuitivement, une frise est représentée par un motif se répétant périodiquement dans une direction donnée. Ce concept modélise les frises utilisées en architecture ou en décoration.

Exemple de frise

On peut alors définir le groupe des isométries affines du plan laissant globalement invariant F. Ce groupe contient comme sous-groupe celui des translations laissant globalement invariant F, à savoir {\displaystyle \{kt,k\in \mathbb {Z} \}}, qui est isomorphe à {\displaystyle \mathbb {Z} }.
Réciproquement, on appelle groupe de frise, un sous-groupe du groupe des isométries affines du plan euclidien tel que l'ensemble des translations qu'il contient forme lui-même un groupe isomorphe au groupe ℤ des entiers relatifs. On peut alors définir une frise comme étant une partie du plan telle que l'ensemble des isométries qui la laissent globalement invariante est un groupe de frise. 
Les groupes de frise s'apparentent aux groupes ponctuels de symétrie, utilisés pour les pavages du plan ou en cristallographie. On peut montrer qu'il existe exactement sept groupes de frise, à isomorphisme près.

## Isométries possibles
Si t est un générateur du groupe des translations du groupe de frise considéré, la direction du vecteur de translation constitue une unique direction privilégiée pour la frise, celle dans laquelle le motif de la frise se répète périodiquement. Cette direction doit être conservée dans toute isométrie conservant la frise, de sorte que les seules isométries possibles sont :
- les translations parallèlement à cette direction
- une unique réflexion {\displaystyle \Sigma } d'axe cette direction. S'il existait deux telles symétries, leur composée serait une translation de direction orthogonale à la direction initiale, ce qui est exclu par hypothèse.
- les réflexions glissées, composée de la réflexion précédente avec une translation.
- les réflexions d'axe orthogonal à la direction de la frise
- les rotations planes d'un demi-tour (ou symétries centrales). Les centres de ces rotations sont alignés sur une droite parallèle à la direction de la frise. En effet, la composée de deux telles rotations distinctes est une translation dont la direction est celle d'une droite reliant les centres des deux rotations.

## Les sept groupes de frise
A isomorphisme près, il n'existe que sept groupes de frise. On peut les déterminer en considérant des parties génératrices de ces groupes de cardinal croissant.
Les notations pour les désigner sont celles utilisées en cristallographie, où l'on considère des isométries de l'espace (notation de Hermann-Mauguin). On utilise pour cela quatre lettres. La frise est supposée contenue dans le plan xy orthogonal à l'axe z, et la direction des translations laissant invariante la frise est supposée être x. La première lettre, p, désigne les translations selon l'axe x. Chacune des trois lettres suivantes indique la nature des isométries utilisées en rapport respectivement à l'axe x, y et z. Cette lettre est m si le groupe possède une réflexion inversant l'axe considéré (qui peut être x ou y), a s'il s'agit d'une réflexion glissée (inversant l'axe y), 1 si aucune isométrie n'est utilisée autre que l'identité et 2 s'il s'agit d'un demi-tour (uniquement selon l'axe z).

### Groupes de frises engendrés par une isométrie
Ce sont :
1) p111 : Le groupe engendré par la translation t. Ce groupe est isomorphe à {\displaystyle \mathbb {Z} }.
2) p1a1 : Le groupe engendré par la réflexion glissée {\displaystyle \Sigma \circ t/2}. La composée de cette réflexion glissée avec elle-même redonne la translation t. Ce groupe est isomorphe à {\displaystyle \mathbb {Z} }.

### Groupes engendrés par deux isométries
Ce sont :
3) p1m1 : Le groupe engendré par la translation t et la réflexion {\displaystyle \Sigma }. Ces deux isométries commutent. Le groupe est isomorphe au produit direct {\displaystyle \mathbb {Z} \times \mathbb {Z} /2\mathbb {Z} }, les translations jouant le rôle des éléments de {\displaystyle \mathbb {Z} } et {\displaystyle \Sigma } engendrant un groupe à deux éléments isomorphe à {\displaystyle \mathbb {Z} /2\mathbb {Z} }.
4) pm11 : Le groupe engendré par la translation t et une réflexion orthogonale à la direction de la frise. La composée de ces deux isométries est une réflexion dont l'axe est translaté de t/2 par rapport à l'axe initial. Ce groupe est isomorphe au produit semi-direct {\displaystyle \mathbb {Z} \rtimes \mathbb {Z} /2\mathbb {Z} }. Il est constitué, pour n et p entiers relatifs, des translations de vecteur nt que nous désignerons par le couple {\displaystyle (n,1)}, et des réflexions par rapport à un axe translaté de pt/2 par rapport à un axe de référence et que nous représenterons par le couple {\displaystyle (p,-1)}. La règle de composition des isométries s'écrit alors sous la forme {\displaystyle (n,1)(p,1)=(n+p,1)}, {\displaystyle (n,1)(p,-1)=(n+p,-1)}, {\displaystyle (n,-1)(p,1)=(n-p,-1)} et {\displaystyle (n,-1)(p,-1)=(n-p,1)}, ce qui se résume par la seule formule {\displaystyle (n,r)(p,s)=(n+rp,rs)}, ou r et s valent 1 ou -1.
5) p112 : Le groupe engendré par la translation t et un demi-tour. Ce groupe est également isomorphe au produit semi-direct {\displaystyle \mathbb {Z} \rtimes \mathbb {Z} /2\mathbb {Z} }. On a les mêmes règles que ci-dessus, mais en notant cette fois {\displaystyle (p,-1)} le demi-tour dont le centre est translaté de pt/2 par rapport à un centre de référence.
6) pma2 : Le groupe engendré par une réflexion orthogonale à la direction de la frise, et la réflexion glissée {\displaystyle \Sigma \circ t/2}. La composée des deux donne un demi-tour, mais dont le centre est translaté de -t/4 par rapport à l'intersection des axes des deux symétries. Ce groupe est également isomorphe au produit semi-direct {\displaystyle \mathbb {Z} \rtimes \mathbb {Z} /2\mathbb {Z} }. On a la même règle {\displaystyle (n,r)(p,s)=(n+rp,rs)} que ci-dessus, mais en notant cette fois {\displaystyle (2n,1)} les translations nt, {\displaystyle (2n+1,1)} la composée {\displaystyle \Sigma \circ (n+1/2)t}, {\displaystyle (2p+1,-1)} les demi-tours dont le centre est translaté de {\displaystyle {\frac {2p+1}{4}}t} par rapport à un centre O de référence, et {\displaystyle (2p,-1)} les réflexions d'axe orthogonal à la direction de la frise et passant par le point {\displaystyle O+{\frac {p}{2}}t}.
On peut vérifier que tout autre groupe de frise engendré par deux isométries redonnent les groupes précédents.

### Groupe engendré par trois isométries
7) pmm2 : Le groupe engendré par la translation t, une réflexion orthogonale à la direction de la frise, et la réflexion {\displaystyle \Sigma }, cette dernière permutant avec les deux précédentes. La composée des deux réflexions donne un demi-tour de centre l'intersection des deux axes de symétrie. Ce groupe est isomorphe à {\displaystyle \mathbb {Z} /2\times (\mathbb {Z} \rtimes \mathbb {Z} /2\mathbb {Z} )}. Un triplet (s,n,r) permet en effet de représenter une isométrie de ce groupe, l'élément s de {\displaystyle \mathbb {Z} /2} indiquant si la réflexion {\displaystyle \Sigma } a été appliquée ou non, et le couple (n,r) élément de {\displaystyle \mathbb {Z} \rtimes \mathbb {Z} /2\mathbb {Z} )} indiquant quelle translation et réflexion orthogonale sont utilisées.

## Les groupes de frises en histoire de l'art
On retrouve des occurrences des sept groupes de frises dès l'Antiquité, notamment sur les poteries mésopotamiennes et grecques.

## Groupes de ruban
Les groupes de ruban constituent une généralisation des groupes de frise. Un ruban est une frise imprimée des deux côtés. Par rapport aux isométries intervenant dans les groupes de frise, on s'autorise également les isométries suivantes :
- Une réflexion par rapport au plan xy, éventuellement composée d'une translation de vecteur t/2 pour obtenir une réflexion glissée. Ces isométries inversent l'axe z.
- Un demi-tour d'axe x, éventuellement composé d'une translation de vecteur t/2 pour obtenir un vissage. Dans les notations qui suivent, un tel vissage sera désigné par le symbole 21.
- Les symétries centrales, composées d'une réflexion et d'un demi-tour d'axe orthogonal au plan de la réflexion. Ces symétries centrales sont désignées par le symbole {\displaystyle {\overline {1}}}.

Il existe alors exactement 31 groupes de ruban. Le tableau ci-dessous les classe en fonction du groupe linéaire formé des isométries vectorielles associées aux isométries affines du groupe de ruban considéré. On utilise les conventions de notation utilisées pour les groupes de frises. Quand un demi-tour et une réflexion sont simultanément utilisés relativement à un même axe, on les symbolyse par la notation 2/m (ou 2/a s'il s'agit d'une réflexion glissée, ou 21/m s'il s'agit d'un vissage).
Il apparaît que, dans ces groupes, les axes y et z jouent des rôles analogues. On retrouve en particulier les groupes de frise du plan xy et les groupes de frise du plan xz.
| Groupe linéaire associé | Nom du groupe de ruban                                         | Isométries particulières du groupe de ruban |
| --- | -------------------------------------------------------------- | --- |
| 1 (ou Id) | p111                                                           | uniquement les translations |
| {\displaystyle {\overline {1}}} (ou -Id) | p{\displaystyle {\overline {1}}}                               | symétries centrales |
| 2 (groupe engendré par un demi-tour) | p211 ou p2111 ou p121 ou p112                                  | demi-tour, ou vissage d'axe x |
| m (groupe engendré par une réflexion) | pm11 ou p1m1 ou p1a1 ou p11m ou p11a                           | réflexions, ou réflexion glissée par rapport au plan orthogonal à y ou à z                                                                                |
| 2/m (groupe engendré par un demi-tour et la réflexion par rapport au plan orthogonal à l'axe de ce demi-tour) | p2/m11 ou p21/m11 ou p12/m1 ou p12/a1 ou p112/m ou p112/a      | demi-tours et réflexions, ou demi-tours et réflexion glissée par rapport au plan orthogonal à l'axe y ou z de ces demi-tours                              |
| 222 (groupe engendré par les demi-tours par rapport à chaque axe) | p222 ou p2122                                                  | demi-tours par rapport à chaque axe, ou demi-tours d'axe y et z et vissage d'axe x                                                                        |
| 2mm (groupe engendré par les réflexions par rapport aux plans orthogonaux à deux axes et demi-tour d'axe l'intersection des deux plans)                                                                                 | p2mm ou p21am ou p21ma ou p2aa ou pm2m ou pm2a ou pmm2 ou pma2 | réflexions par rapport aux plans orthogonaux à deux axes et demi-tour d'axe l'intersection des deux plans, ou réflexion glissée et vissage correspondants |
| mmm (groupe engendré par les réflexions par rapport aux plans orthogonaux à trois axes. Ce groupe contient également les demi-tours par rapport aux trois axes. Ils sont omis dans la notation pour ne pas l'alourdir ) | pmmm ou pmam ou pmma ou pmaa                                   | réflexions par rapport aux plans orthogonaux à trois axes ou réflexions glissées ; demi-tours ou vissages correspondants.                                 |